# Вулиця Антоненка (Севастополь)
Вулиця Антоненка — вулиця в Ленінському районі Севастополя на горі Матюшенка, між вулицями Ковпака і Руднєва. Названа на честь Микити Григоровича Антоненка — одного з організаторів повстання на крейсері «Очакові» в 1905 році.
Спочатку була частиною Рудольфової слобідки і називалася Одеською. Ще одна Одеська вулиця була в самому Севастополі. Тому в січні 1936 року Одеську вулицю в слобідці перейменували у вулицю Антоненка.